# Friedrich Eckbrecht von Dürckheim-Montmartin (Politiker)
Friedrich Graf Dürckheim, auch Friedrich Graf Dürckheim-Montmartin (* 25. Februar 1823 in Thürnhofen (heute Stadt Feuchtwangen), Bayern; † 29. Januar 1888 in Hagenberg (heute Hagenberg im Mühlkreis)) war Gutsbesitzer und Abgeordneter zum Österreichischen Abgeordnetenhaus.

## Leben
Friedrich Graf Dürckheim war Sohn des  bayerischen Obersthofmeisters und Gutsbesitzers Alfred Graf Dürckheim-Montmartin († 1879). Nach dem Besuch eines Jesuitengymnasiums in Freiburg in der Schweiz trat er 1843 in die Armee als Kadett ein, wurde 1845 Unterleutnant, 1848 Oberleutnant, 1853 Rittmeister und 1861 Major. Im Jahr 1864 ging er zeitlich und 1865 definitiv in den Ruhestand. 1862 wurde er Besitzer des Guts Hagenberg.
Er starb am 29. Januar 1888 im Alter von 64 Jahren an Tuberkulose.
Er war von 1867 bis 1871 Mitglied im Oberösterreichischen Landtag (II., III. und IV. Wahlperiode) und war dort für den Großgrundbesitz zuständig. Von 1886 bis 1888 war Präsident des oberösterreichischen Landeskulturrats.
Er war römisch-katholisch und ab 1862 verheiratet mit Maria Gräfin Althann, mit der er drei Töchter und zwei Söhne hatte. Er war der Vater von Georg Friedrich Graf Dürckheim-Montmartin.

## Politische Funktionen
Friedrich Dürckheim war vom 20. Mai 1867 bis zum 21. Mai 1870 und vom 30. November 1880 bis zum 23. April 1885 Abgeordneter des Abgeordnetenhauses im Reichsrat (II. und VI. Legislaturperiode) und war dort für die Kurie Oberösterreich, Großgrundbesitz zuständig.

## Klubmitgliedschaften
Friedrich Dürckheim war 1867 bis Ende September Mitglied im Herbst-Kaiserfeld'schen Klub, der danach aufgelöst wurde. Ab 1867 war er beim verfassungstreuen Großgrundbesitz und ab 1880 beim konservativen Großgrundbesitz. Ab 1880 war er im Klub des rechten Zentrums.